# Santa-Helena-Klasse
Die Santa-Helena-Klasse, auch Typ Santa Helena  ist ein Mehrzweckfrachtschiffstyp der Emder Cassens-Werft. Eine weitere Einheit des Typs baute die Schiffswerft Paul Lindenau in Kiel, die Emder Nordseewerke und die Werft Dorbyl Marine in Durban lieferten Kaskos.

## Einzelheiten
Die Baureihe wurde ab 1985 für verschiedene deutsche Reedereien gebaut. Die Schiffe sind als Mehrzweck-Trockenfrachtschiffe mit achterem Deckshaus und einem Laderaum ausgelegt. Der Rauminhalt des Laderaums beträgt bei den ersten beiden Schiffen 5.494 m³, bei den folgenden Bauten 5.769 m³. Die Tankdecke ist für die Beladung mit Schwergut, Coils usw. ausgelegt. Die versetzbaren Zwischendecks können mit bis zu 2,5 Tonnen/m² belastet werden, die Lukendeckel mit 1,68 Tonnen/m². In der Hauptsache werden die Schiffe im Transport von Massengütern, Massenstückgütern, kleineren Projektladungen oder Containern eingesetzt. Die Containerkapazität beträgt bei den ersten beiden Schiffen 198 TEU, bei den Nachfolgebauten durch Änderungen der Staupositionen und des Sichtstrahls 240 TEU. Durch die Weiterentwicklung wurde auch die Tragfähigkeit von 3840 Tonnen auf 4260 Tonnen erhöht. Die meisten Schiffe der Serie verfügen über zwei an Backbord angeordnete elektrohydraulische NMF-Kräne mit je 25 Tonnen Tragkraft, die im gekoppelten Betrieb Kolli von bis zu 50 Tonnen bewegen können. Die Laderäume der Schiffe werden teils mit Faltlukendeckeln und teils mit Hubrolldeckeln verschlossen.
Der Antrieb der Schiffe besteht aus einem MWM-Viertakt-Dieselmotor des Typs TBD 510 L 06 mit einer Leistung von 1660 kW. Der Motor treibt einen Wellengenerator und den Verstellpropeller an und ermöglicht eine Geschwindigkeit von 13,4 Knoten. Die Weiterentwicklung der Schiffslinien ab dem Neubau Jan Luiken reduzierte die nötige Antriebsleistung für eine Geschwindigkeit von zwölf Knoten um 180 kW. Es stehen zwei Hilfsdiesel und ein Notdiesel-Generator zur Verfügung. Die An- und Ablegemanöver werden durch ein Bugstrahlruder unterstützt.
Für die Unterbringung von zwölf Besatzungsmitgliedern sind Einzelkammern vorhanden.

## Die Schiffe
| Cassens Santa-Helena-Klasse  | Cassens Santa-Helena-Klasse       | Cassens Santa-Helena-Klasse | Cassens Santa-Helena-Klasse | Cassens Santa-Helena-Klasse                     | Cassens Santa-Helena-Klasse |
| Bauname                      | Bauwerft / Baunummer              | IMO-Nummer                  | Ablieferung                 | Auftraggeber                                    | Spätere Namen und Verbleib |
| ---------------------------- | --------------------------------- | --------------------------- | --------------------------- | ----------------------------------------------- | --- |
| Santa Helena                 | Cassens / 166                     | 8415158                     | Juli 1985                   | Engelbert Lohmann, Haren/Ems                    | 1997 Bremer Flagge, 2003 Kattegat, 2004 Bosphorus Prodigy, 2013 Esery, 2016 Eser |
| Santa Maria                  | Cassens / 167                     | 8415160                     | 26. Oktober 1985            | Hermann Lohmann, Haren/Ems                      | 2006 Irbe Gauja, 2006 San Agustin Uno |
| Jan Luiken                   | Cassens / 168                     | 8610291                     | 5. Dezember 1986            | Atlas Trampschiff Reederei, Leer                | 1986 Deepsea Carrier, 1989 Jan Luiken, 1998 Jane, 2004 Lidya, 2013 Sea Horse |
| Julia                        | Nordseewerke / 495 Cassens / 170  | 8609632                     | 25. Oktober 1986            | Herbert Nitschke                                | 1986 Deepsea Trader, 1988 Julia, 1991 Rheiderland, 1994 Anny Austral, 1996 Ultra Austral, 1999 Multiflex Orion, 2005 Vinafco 18, 2006 Seawind |
| Norbrit Weser                | Cassens / 171                     | 8518560                     | 14. Juni 1987               | Briese & Luikenga Schiffahrtsgesellschaft, Leer | 1987 Amke, 1997 Industrial Grace, 1998 Weser, 2000 CEC Weser, 2005 Fortes, 2009 Farewell, 2011 Breadbox Marlin |
| Thule                        | Cassens / 173                     | 8618059                     | 13. September 1987          | Briese & Dette Schiffahrtsgesellschaft, Leer    | 1987 Sina, 1988 Deepsea Merchant, 1988 Ines, 1992 Sun Bird, 1993 Ines, 1993 Sun Bird, 1996 Frigga, 2004 Med Prodigy, 2013 Artova, 2017 Abbruch in Aliağa                                                                                           |
| Karin B                      | Lindenau / 224                    | 8611946                     | Januar 1987                 | Emetha Reederei, Emden                          | 1987 A.I.M. Voyager, 1987 Karin B, 1998 Novakchott, 1990 Tiger Cliff, 1991 Myanmar Pioneer, 1992 Enno B, 1994 Sun Bay, 1995 Paapsand, 1995 Paapsund, 1997 Hanna, 2001 BBC Colombia, 2005 Patara, 2007 BBC Colombia, 2007 Patara, 2013 Span Asia 11 |
| Edina                        | Cassens / 182                     | 8813972                     | 9. August 1989              | Peter Nagel, Drochtersen                        | 1989 Kajen, 2004 Kegums |
| Emma Helene                  | Dorbyl Marine / 103 Cassens / 189 | 8917699                     | Dezember 1990               | Briese Schiffahrt, Leer                         | 1990 Sina, 1999 BBC Australia, 2003 Skagerak, 2005 Iran Jahanara, 2008 Tom Ship 2, 2013 C Flow, 2015 Shipoolsea, 2017 Abbruch in Aliağa |
| Ditzum                       | Cassens / 191                     | 9033701                     | 29. Juni 1991               | Briese Schiffahrt, Leer                         | 1991 Coringle Bay, 1996 Mekong Swift, 1997 Industrial Explorer, 1999 Ditzum, 2005 Mousavi, 2007 Tom Ship 1, 2013 C Horse |
| Daten: Equasis, grosstonnage |                                   |                             |                             |                                                 | |